# Pro Stock

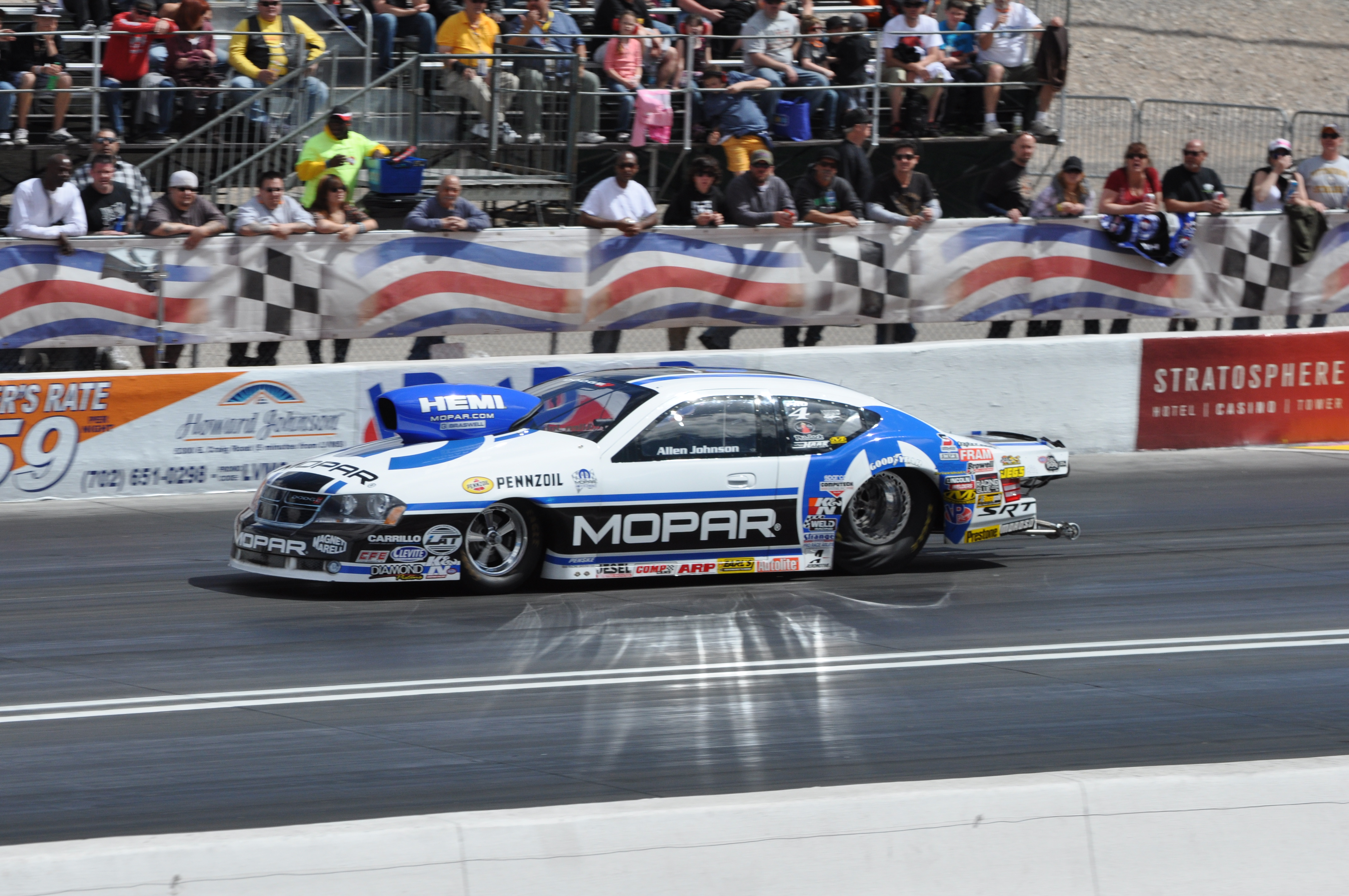
Allen Johnson's Dodge Avenger Pro Stock

Pro Stock är en dragracingklass där bilarna är baserade på 2-dörrars kupémodeller. Modellen som tävlingsbilen är baserad på får inte vara äldre än 15 år, vilket är anledningen till att man inte ser gamla karossformer i klassen.
Den minimala vikten för en Pro Stock bil är 1066kg inklusive förare. 
Motorn är en 90-graders v8 på maximalt 500cui (8193,5 cm3) och drivs på racingbränsle likt vanlig bensin och inga tillsatser är tillåtna.